# 大阪弟子教会
大阪弟子教会（おおさかでしきょうかい）は、大阪市生野区にある、1995年4月に大韓イエス教長老会からの派遣宣教師らによって設立されたイエス教日本世界宣教会傘下のキリスト教(プロテスタント)教会である。
1996年4月30日、生駒聖書学院に在校していた元ヤクザの金沢泰裕が創設し、1997年3月28日金沢泰裕が正式に牧師になる。大阪市中央区高津にあり、2022年時点で担任牧師 金沢泰裕、 牧師は金沢 千容子。